# Calamophis katesandersae
Calamophis katesandersae — вид змій родини гомалопсових (Homalopsidae). Ендемік Індонезії. Вид описаний у 2012 році і названий на честь австралійської герпетологині Кейт Лаури Сандерс.

## Поширення і екологія
Calamophis katesandersae відомі з типової місцевості, розташованої в околицях Манокварі на сході півострова Чендравасіх на Новій Гвінеї.